# Jolanta Nowińska
Jolanta Nowińska (ur. 17 czerwca 1957 w Łodzi) – polska aktorka teatralna i filmowa.

## Życiorys
W latach 1972–1977 występowała w amatorskim Teatrze Stu Krzeseł. Ukończyła studia na Wydziale Aktorskim PWSFTviT im. Leona Schillera w Łodzi (dyplom w 1983). Następnie występowała na scenach łódzkich: Teatru im. Juliana Tuwima (1981-1983), Teatru Studyjnego im. Juliana Tuwima (1983-1985) oraz Teatru Nowego (1986-1987). Zagrała również w trzech spektaklach Teatru Telewizji (1982-1985). W latach 90. XX wieku zrezygnowała z aktorstwa, zajmując się m.in. prowadzeniem programów telewizyjnych ("Klub samotnych serc").

## Filmografia
- Jeden dzień z mistrzem (1980)
- Przypadek (1981)
- Podwójne calypso (1981)
- Soból i panna (1983) - dziewczyna pracująca w gospodarstwie Pucewicza
- Mars i Wenus w szóstce (1983)
- Magiczne ognie (1983) - Małgorzata Biel
- Lawina (1984) - kobieta na nartach
- Spowiedź dziecięcia wieku (film) (1985) - dziewczyna na balu